# Eustorgio Salgar
Eustorgio Salgar Moreno (Bogotá, 1 de novembro de 1831 – Bogotá, 25 de novembro de 1885) foi um político colombiano. Ocupou o cargo de presidente de seu país entre 1 de abril de 1870 e 1 de abril de 1872.